# Музика Кенії
Музика Кенії дуже різноманітна. Багатожанровість народної музики, на основі понад 40 регіональних мов, призводить до розвитку безлічі різноманітних естрадних музичних течій.
Також є популярною занзібарська музика таараб, як і хіп-хоп, регі, соул, соукус, зук, рок-н-рол, фанк та європоп. Крім того, існує тенденція до зростання популярності західної класичної музики. Сталому руху такого розмаїття музичних спрямувань у Кенії активно сприяють велика кількість музичних коледжів та шкіл.

## Популярна музика

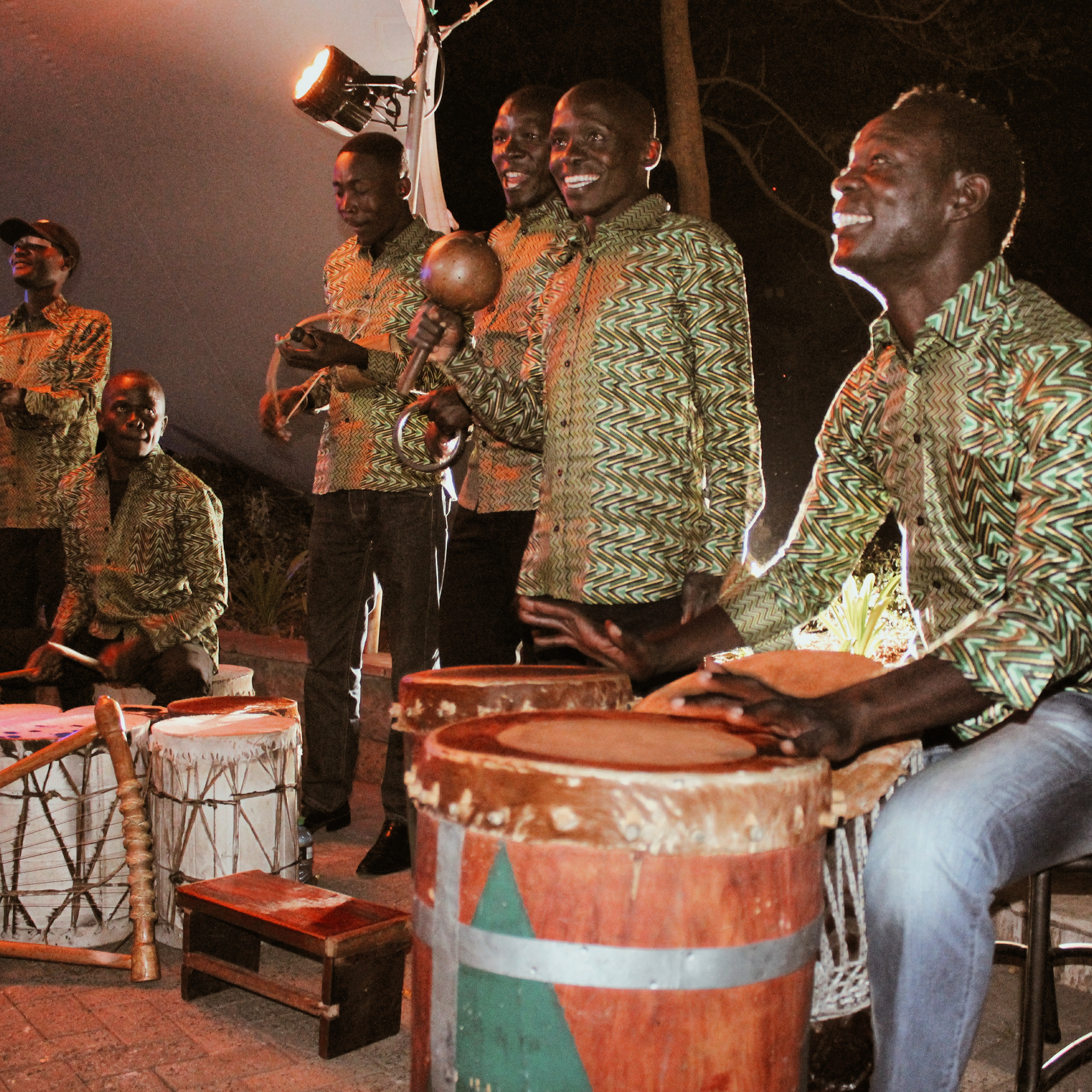

Гітара є основним інструментом у кенійській популярній музиці. Гітарні ритми включають як рідні, так і запозичені, особливо конголезький ритм кавача; музика зазвичай передбачає взаємодію декількох частин і, останнім часом, ефектні гітарні соло. Тексти пісень найчастіше мовою суахілі чи місцевими мовами, як, наприклад, календжин, хоча офіційне радіо, як правило, не транслює музику етнічними мовами. Кенійські музиканти часто виконують традиційні народні пісні, а також музику в стилі бенга, яка стала особливо популярною з кінця 1960-х років, особливо навколо озера Вікторія. Слово бенга час від часу використовується в Кенії для позначення будь-якої естрадної музики, яка виконується поєднанням басу, гітари та ударних. Частково з 1994 року і повністю з 2003 року кенійська популярна музика була визнана, і стала популярною завдяки музичній премії Kisima. У Кенії переважає ряд стилів, серед яких Бенга та Реджі мають окремі категорії, і щорічно нагороджується безліч кенійських композиторів і виконавців.

### Початок XX століття
Гітара була популярною в Кенії ще до XIX століття, задовго до того, як проникла в інші країни Африки. Фунді Конде був найвідомішим раннім гітаристом, поряд з Полом Мвачупа та Лукашем Тутуту. У середині 1920-х років у Момбасі з'явились танцювальні клуби, які грали музику для християн, що танцювали в європейському стилі.
Під час Другої світової війни кенійські та угандійські музиканти були призвані в якості розважаючих у колоніальний полк (KAR) і продовжували працювати після війни як Rhino Band — перший надзвичайно популярний гурт у Кенії. У 1948 році група розділилася — багато членів сформували свої власні колективи, а також відомий гурт Кіко-Кідс.
На початку 1950-х років у Кенії почали активно розвиватися радіо та звукозаписні технології. Фунді Конде, відомий гітарист, став впливовим фактором для розвитку телерадіокомпаній та галузей звукозапису Кенії.

### Конголезький пальцевий стиль та розвиток бенги
Починаючи приблизно з 1952 року в Кенії були доступні записи таких легендарних конголезьких гітаристів, як Едуард Массенго та Жан-Боско Мвенда. Стала популярною техніка гри Bosco великим і вказівним пальцями (фінгерстайл) . Музика в пальцевому стилі стрімка і зазвичай заснована на невеликих групах, в яких друга гітара слідує за першою з синкопованими басовими ритмами. Цей стиль музики став надзвичайно популярним у другій половині десятиліття. Наступного десятиліття нові стилі музики, такі як квелата румба стали більш популярнішими, ніж стиль пальця. Саунд-гурт «Екватор» був найпопулярнішим гуртом того періоду. У Найробі в кінці 1960-х були популярні такі групи, як Hodi Boys та Air Fiesta, в основному граючи кавер-версії конголезьких, британських та американських хітів. Інші музиканти впроваджували стиль бенга, Shirati Jazz — найпопулярніший з ранніх колективів. У 70-х роках стиль Бенга був найінноваційнішим, його грали численні популярні колективи, такі як Victoria Jazz та Victoria Kings, Continental Luo Sweet Band та Luna Kidi Band.

### Суахілі та конголезький поп
Два найбільші жанри поп-музики, які грають кенійські гурти, називаються звук суахілі або звук конголезький. Обидва засновані на сокоус (румба) з Демократичної Республіки Конго. Музику суахілі можна виділити набагато повільнішим ритмом, хоча стилі мають тенденцію до злиття в останні десятиліття XXI століття. Жанри не відрізняються мовою, хоча суахілі поп зазвичай є в суахілі і спорідненій мові тайців. Обидва іноді знаходяться в Лінґала або на одній із рідних мов Кенії.
Конголезькі музиканти були найпопулярнішими виконавцями в Кенії протягом 1970-х та 1980-х років, втративши свою популярність лише на початку 1990-х. Оркестр Вірунга був чи не найпопулярнішим і довготривалим конголезькими музичним проектом. У цей період музиканти-суахілі (багато з Танзанії) здебільшого базувалися навколо гуртів Ваньїки. Ця група, часто конкуруючих музичних колективів, розпочала свою діяльність в 1971 році, коли танзанійська група на ім'я Аруша Джаз приїхала до Кенії, зрештою перетворившись на Симба Вандіка. Група вперше розпалася в 1978 році, коли багато членів групи утворили Les Wanyika та Інші відомі конголезькі групи Кенії — Супер Мазембе та Ле-Мангелепу. Танзанійський гурт Моро та Реммі Онгала також стали досить популярними в Кенії ще в 1980-х. Важко було відрізнити їх від рідних кенійських співаків.

### Готель поп
Такий жанр музичного мистецтва включає в себе популярні, туристично орієнтовані поп-кавери. Вони використовують більше «живих» колективів, ніж автентичні кенійські фольклорні та естрадні  жанри. Музичний гурт Them Mushrooms, який почав грати в готелі в Найробі в 1987 році, входить до складу цих груп. Такі гурти готелів, як Them Mushrooms та Safari Sound Band, також виконують свої композиції в стилі регі.

### Регіональна естрада
Племена Луо, одна з найбільших етнічних груп Кенії, живуть у західній частині Кенії, і їх поп-музика — це втілення оригінального стилю бенги. Сучасні варіації традиційної музики Бенги та Лоо створили стиль Охангла, який популярний у молодого Луо. Кенійський Луо давно грав на восьмиструнній лірі під назвою нятіті, а гітаристи з цієї області прагнули наслідувати синкоповані мелодії інструменту. У Бензі електрична бас-гітара грається в стилі, що нагадує нятіті. Ще на рубежі XX століття цей бас у нятіті підтримував ритм, необхідний для передачі знань про суспільство через музику. Опондо Оуенга з Джима Яла, дід Оджіамбо Сіангла, був відомий тим, що використовував музику як засіб викладання історії Луо. Батько популярної Луо Бенги — не хто інший, як відомий Джордж Рамогі (Omogi wuod Weta) та CK Jazz. Він допоміг ентузіастам Бенги, записавши їх бенганську музику на різних лейблах у столиці Найробі. Доктор Менго з Вікторії Джаз був протеже Джорджа Рамогі.
У 1967 році Даніель Овіно Місіані сформував перший великий бенганський колектив — Shirati Jazz. Група випустила низку хітів, які були найуспішнішими піснями Східної Африки протягом 1970-х та 1980-х років. Найбільшим суперником «Шираті Джазу» стала «Вікторія Джаз», утворена в 1972 році Очіенгом Неллі Менго та Коллела Мазе. Незважаючи на багато кадрових змін, Вікторія Джаз залишалася популярною протягом 1970-х років, коли радіостанція «Голос Кенії» дала поштовх розвитку східноафриканської попи. Victoria C Band Awino Lawi була однією з осколкових гуртів Victoria Jazz.
У 1997 році трапилася смерть трьох видатних артистів Луо Бенги, Окача Біггі з групи Хека Хека, Джорджа Рамогі та принца Джуллі. Гурт Jolly Boys принца Джуллі перейняла його дружина принцеса Джуллі, і вона з тих пір є провідною жінкою в музиці Бенги.
Ще одна відома бенгальська група Migori Super Stars була сформована в середині 1970-х, її очолив Муса Олвете, який пізніше розділився на формування ще однієї популярної бенгайської групи Migori Super Stars C з такими музикантами, як Джозеф Очола (Kasongo Polo Menyo), Onyango Jamba, Ochieng 'Denge денге та ін.
Більш сучасні бенга артисти входять в джаз-оркестр Akothee Kapere і основний склад Ogwang Lelo Okoth. У новому тисячолітті виникли Дола Кабаррі та Муса Джума. Останній помер у 2011 році. Дж. Дж. Дж., Як його в народі відомі шанувальники, розробив своєрідну бенгу, яка вливала елементи румби. він зміг сформувати інших музикантів, таких як Джон Джуніор, Огонджі, Маданджі та його покійний брат Омонді Тонні. Зовсім недавно композиції труби Крістін Камау поєднують джаз з бенгою та румбою. Є також Бенганські артисти, засновані в інших країнах, окрім Кенії, таких як американсько-кенійська група Extra Golden [Архівовано 21 жовтня 2020 у Wayback Machine.].
Плем'я Камба живе на південь та схід від Найробі. Їх поп-музика тісно пов'язана з бенга, але включає другу гітару, яка грає мелодійний контрапункт до первинної гітари. Найпопулярніші поп-гурти Kamba [Архівовано 17 лютого 2015 у Wayback Machine.] виникли в середині 1970-х, включаючи групи Les Kilimambogo Brothers під керівництвом Какай Кілонцо, Kalambya Boys & Kalambya Sisters під керівництвом Онесма Мусіокі та Джозефа Мутаїті та Пітера Мвамбі та його Kyanganga Boys. Інші групи також включають нижню групу Mbooni Boys Band, Muthetheni Boys Band та Ukia Boys Band.
Інші поп-гурти Akamba були утворені у 1980-х роках і включали гурт Kakuku Boys Vocal, озвучений Джоном Мутуа Мутеті, текст якого складався з релігійного, побутового та придворного гумору. Можна також відзначити, що оригінальними учасниками Kalambya Boys були Онесмус Мусьокі (вокал), Джозеф Мутаїті (вокал), Дік Мутуку Мулва (ритм-гітара), Джеймс Майша Мулі (Барабани) та Пітер Кісаа (соло-гітара). Хлопчики Каламб'я розкололися, а Йосиф Мутаїті утворив Супер Каїті, а Онемс Мусьокі пішов на Євангеліє, щоб утворити міський хор Емалі.
Провідні музиканти Лух'я включають Sukuma Bin Ongaro та Shem Tube зі своєю групою Abana Ba Nasery.

### Хіп хоп
Хіп-хоп — надзвичайно популярний стиль музики в Кенії. Одним з його численних популярних жанрів є «Genge», який демонструється через таких художників, як Хуа Калі, Нуніні та Джимват. Також є реп Kapuka, який зустрічається з такими артистами, як Безіменний. Жіночі репери, такі як Needah з Grosspool Music та Xtatic, які співпрацюють з Sony Music, виводять індустрію на інший рівень. Такі, як Вангечі та Фемі Один, також виконують жанр справедливості. Країна також може похвалитися великим послідовником хардкор-репу, який характеризується стрімкими бойовиками фрістайлу та текстами, такими як Мак Майк G з 237 цифр, Бамбу, Г.ронгі, Джей Фурц, SDL, Дубіес і Чівава.
Жанр може похвалитися лише двома живими виконавцями; Джуліані (раніше Укоо Флані) та Джемедарі, свіжий репер, який отримує натхнення з прикордонних стилів і жанрів музики.
Camp Mulla, альтернативна група хіп-хопу, мала більший успіх, ніж будь-який інший кенійський музичний колектив в історії кенійського хіп-хопу. Станом на 28 вересня 2012 року вони виграли дві нагороди CHAT та були номіновані на престижні нагороди, такі як BET Awards, Music MTV Awards та нагороди MOBO.

### Реггі

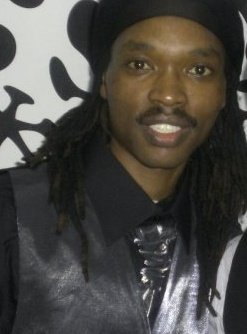
Регі-музикант Принц Отах

Регі — один з найпопулярніших жанрів музики Кенії. Елементи регі часто змішуються з місцевими хіп-хопом та поп-музикою, проте в Кенії не було багато мейнстрим-музикантів регі. Один з найвідоміших місцевих музикантів з регі — покійний Могучий Кінг Конг. Серед інших — Jahkey Malle та Prince Otach. Reggae Ras Naya [Архівовано 26 січня 2021 у Wayback Machine.] — один з найкращих творців регі з Кенії, який проживає в Парижі. Останній його альбом «Shine» був записаний на Orange Street, Кінгстон, Ямайка, у 2012 році. Інші альбоми називаються «Свобода», «Мау Мау» та «Чорно-білі». Новий альбом під назвою «Мама» вийшов у 2013 році. Рас Ная представляє кенійські регі в Європі та в усьому світі.
Інші ікони Регі в Кенії, які розвивалися дещо пізніше, включають талановитого Wyre та Red San. Артисти цього жанру з помітним успіхом — Osmarne, Esizo SDL. Масова любов до регі в Кенії призвела до зародження інших талантів, включаючи музику Reggae Deejays. Найвидатніший діджей, який сяє в серцях усіх любителів музики кенійського Реггі, — це Dj Stano. Dj Stano перетворився на найбільший реґі-музику в Реґі Кенії. Його талант і любов до музики розвинулися в основних районах Кенії та за її межами.
Кар'єра Дж. Стано зазнала великих висот на одному з найбільших радіошоу в Кенії з мільйонами слухачів наживо та в Інтернеті. Як співведучий і ді-джей на базі Riddim Base, щоденне шоу на піонерській реггі-станції Metro FM [Архівовано 24 серпня 2018 у Wayback Machine.], Dj Stano отримав величезну підтримку з боку любителів реггі-музики. Він також приймав Club Metro [Архівовано 3 січня 2020 у Wayback Machine.], щотижневе шоу на всій станції реггі «Metro Fm». Dj Stano став відомим всьому світі різноманітними живими шоу у таких місцях, як Велика Британія та Дубай. В даний час він проводить щотижневе шоу «Рейв» на Венера FM. Dj Stano також є частиною музичної групи Державного мовника (KBC). [Архівовано 5 січня 2020 у Wayback Machine.]

### Рок
Рок-музика знайшла прихисток зростаючої фан-бази, а також кількість локально створених, а також нових рок-гуртів (лише в Найробі є більше дванадцяти активних місцевих рок-груп), що продовжує цементувати цей жанр, беручи участь у різних, а також взаємно організованих рок-тематичних подіях. Зарубіжні міжнародні рок-гурти (Jars of Clay [Архівовано 3 січня 2020 у Wayback Machine.], Casting Crowns [Архівовано 5 січня 2020 у Wayback Machine.], 38th Parallel, Zebra & Giraffe [Архівовано 11 листопада 2019 у Wayback Machine.]) також прикрасили місцеву сцену, що відображається на зростаючому впливі та сприйнятті цього жанру.
Такі колективи як Wiyathi (нині не існує) та Roffeke (Rock 'n' Roll Film Festival Kenya), були основоположними для початкового маркетингу місцевих рок-гуртів у країні, проводячи регулярні шоу, і допомагали створити яскраву рок-спільноту. Нещодавно гурти, також групи соціальних подій, таких як кенійські фанати рок, широко допомагали групам набувати популярності та розширювати свою фан-базу, згодом заснувавши керівний орган, Рок-товариство Кенії яке служить для просування інтересів колективів учасників.

### Інші жанри
Зростає інтерес до інших жанрів музики, таких як хаус, треп (музика) та драм-енд-бейс. Акції на зразок ансамблю Just a Band Skilz також дають тенденцію до розвитку численних альтернативних жанрів. Розвиток кенійської треп музики останнім часом популяризували артисти, як Екко Дайда та композитори з Janeson Recordings. Неосоул-музика також здобула величезну аудиторію з періодичними подіями, такими як Blankets and Wine, що рекламують майбутні групи Neo soul та артисти, такі як Sage, Antoneosol, Sarah Mitaru Sauti Sol та Dela, музикальна сцена неосоулу в Кенії повільно зростає. Такі жанри, як «Джендж» з артистами, такими як Хуа Калі та Ноніні, виступають послами цього жанру.
Такі жанри, як «Капука», також мають аудиторію з такими гуртами, як «Безіменний», «Пізній Есір» та «Пізній К-рупт». Кенійська музична сцена була розцінена як різноманітна, але критика сприйняла її відсутністю оригінальності з точки зору музичного змісту. Пізніше в цій галузі відбулося масове пожвавлення, в якому такі музичні групи, як Sauti Sol [Архівовано 8 березня 2020 у Wayback Machine.], отримали визнання.

## Традиційна музика

Різноманітні етнічні групи Кенії мають свої традиції народної музики, хоча більшість народностей за останні роки знизили свою активність, оскільки госпел-музика стала все більш популярною. Люди Туркани на півночі, Баджуні, Акамба, Борана, Чука, Гусії, кікую, Лух'я і Лоо, Масаї та споріднені Самбуру та Міджикенда («дев'ять племен») східного узбережжя знаходяться в межах кордонів Кенії.